# Amabel Yorke, Bá tước de Grey thứ 1
Amabel Yorke, Bá tước de Grey thứ 1, Nam tước Lucas thứ 5 (tiếng Anh: Amabe Yorke, 1st Countess de Grey, 5th Baroness Lucas; 23 tháng 1 năm 1751 – 4 tháng 3 năm 1833) là một người viết nhật ký và nhà văn chính trị người Anh. Nếu là nam giới, Amabel lẽ ra sẽ phục vụ tại Viện Quý tộc với tư cách là thành viên đảng Whig. Amabel đặc biệt viết về Cách mạng Pháp.